# Luca Netz
Luca Netz, né le 15 mai 2003 à Berlin en Allemagne, est un footballeur allemand qui évolue au poste d'arrière gauche au Borussia Mönchengladbach.

## Biographie

### Hertha Berlin
Né à Berlin en Allemagne, Luca Netz est formé par l'un des clubs de la capitale allemande, le Hertha Berlin. Durant sa formation, il reçoit la Médaille Fritz Walter de bronze en 2020, qui récompense les meilleurs jeunes allemands, pour la catégorie des moins de 17 ans.
En octobre 2020, le quotidien The Guardian le place dans une liste des 60 meilleurs jeunes talents nés en 2003. Il joue son premier match en professionnel le 2 janvier 2021, lors d'une rencontre de championnat face au FC Schalke 04. Il entre en jeu à la place de Marvin Plattenhardt ce jour-là et son équipe s'impose par trois buts à zéro. Avec cette apparition il devient à 17 ans et 232 jours le deuxième plus jeune joueur de l'histoire du Hertha a disputer un match après Lennart Hartmann (en). Le 13 février 2021, Netz inscrit son premier but en professionnel face au VfB Stuttgart. Entré en jeu à la place de Maximilian Mittelstädt, il marque trois minutes plus tard sur une passe de Sami Khedira. Cette réalisation permet à son équipe d'obtenir le point du match nul (1-1 score final) mais aussi de devenir le plus jeune buteur de l'histoire du Hertha en Bundesiga, à 17 ans et 274 jours, dépassant ainsi le précédent record détenu par Kevin-Prince Boateng. Il se blesse à la fin du mois de mars 2021, victime d'une fracture du métatarsien qui met un terme à sa saison. 

### Borussia Mönchengladbach
Le 6 août 2021, Luca Netz s'engage en faveur du Borussia Mönchengladbach. Il signe un contrat courant jusqu'en juin 2026,.
Il joue son premier match sous ses nouvelles couleurs le 21 août 2021, lors d'une rencontre de championnat face au Bayer Leverkusen. Il entre en jeu à la place de Matthias Ginter lors de cette rencontre perdue par son équipe (4-0 score final). Netz inscrit son premier but pour le Borussia Mönchengladbach le 18 octobre 2022, à l'occasion d'un match de coupe d'Allemagne face au SV Darmstadt 98. Il est titularisé et marque le but égalisateur, mais ne peut empêcher la défaite de son équipe (2-1 score final).
Netz inscrit son premier but en Bundesliga le 27 mai 2023 contre le FC Augsbourg. Titularisé, il ouvre le score au bout de trois minutes de jeu, et contribue au succès de son équipe (2-0 score final).

### En équipe nationale
Sélectionné dans les différentes équipes de jeunes d'Allemagne, Luca Netz représente l'équipe d'Allemagne des moins de 17 ans depuis le 7 septembre 2018 et un match amical face aux Pays-Bas (2-2). Luca Netz inscrit son premier but avec cette sélection contre la Slovénie, le 26 mars 2019, donnant la victoire aux siens (0-1). En mai 2019, il participe au championnat d'Europe des moins de 17 ans  qui se déroule en Irlande. Lors de cette compétition, il prend part à trois matchs. Avec un bilan d'une seule victoire et deux défaites, l'Allemagne ne dépasse pas le premier tour du tournoi. Netz se fait remarquer la même année contre l'Angleterre en inscrivant deux buts (3-3 score final).
Le 7 octobre 2021, Lucas Netz joue son premier match avec l'équipe d'Allemagne espoirs, contre Israël. Il est titularisé ce jour-là, et son équipe l'emporte par trois buts à deux.

## Statistiques
| Saison                | Club                     | Championnat           | Championnat | Championnat | Coupe(s) nationale(s) | Coupe(s) nationale(s) | Compétition(s) continentale(s) | Compétition(s) continentale(s) | Compétition(s) continentale(s) | Total | Total |
| Saison                | Club                     | Division              | M.          | B.          | M.                    | B.                    | Comp.                          | M.                             | B.                             | M.    | B.    |
| 2020-2021             | Hertha Berlin            | Bundesliga            | 11          | 1           | -                     | -                     | -                              | -                              | -                              | 11    | 1     |
| Sous-total            | Sous-total               | Sous-total            | 11          | 1           | -                     | -                     | -                              | -                              | -                              | 11    | 1     |
| 2021-2022             | Borussia Mönchengladbach | Bundesliga            | 24          | 0           | 2                     | 0                     | -                              | -                              | -                              | 26    | 0     |
| 2022-2023             | Borussia Mönchengladbach | Bundesliga            | 20          | 1           | 2                     | 1                     | -                              | -                              | -                              | 22    | 2     |
| 2023-2024             | Borussia Mönchengladbach | Bundesliga            | 29          | 0           | 4                     | 0                     | -                              | -                              | -                              | 33    | 0     |
| Sous-total            | Sous-total               | Sous-total            | 73          | 1           | 8                     | 1                     | -                              | 0                              | 0                              | 81    | 2     |
| Total sur la carrière | Total sur la carrière    | Total sur la carrière | 84          | 2           | 8                     | 1                     | -                              | 0                              | 0                              | 92    | 3     |